# Кампаньола Кремаска
Кампаньо̀ла Крема̀ска (на италиански: Campagnola Cremasca, на местен диалект: Campagnola, Кампаньола) е село и община в Северна Италия, провинция Кремона, регион Ломбардия. Разположено е на 81 m надморска височина. Населението на общината е 684 души (към 2017 г.).